# Championnat du Paraguay de football 1917
Navigation
Édition précédente Édition suivante
La 11e édition du championnat du Paraguay de football est remportée par le Club Olimpia. C’est le quatrième titre de champion du club. Olimpia l’emporte avec 4 points d’avance sur le Club River Plate. Club Cerro Porteño complète le podium. 
Comme souvent pour les saisons du championnat amateur, les résultats complets ne sont pas connus. La méconnaissance du palmarès est telle que l’on ne connait pas les raisons qui ont abouti à la relégation de Mariscal López à la place de Club Sol de América qui pourtant a terminé à la dernière place du championnat.
La deuxième division est remportée par Villa del Salto, mais le club refuse la montée en première division pour des raisons économiques..
Un petit championnat est organisé par l’APF pour permettre aux équipes membres de l’Asociación Paraguaya de Fútbol de rejoindre le championnat officiel du Paraguay. Six équipes y participent. Club Libertad et les Boys Scouts terminent aux deux premières places et intègreront le championnat pour la saison 1918

## Les clubs de l'édition 1917
| \| Asuncion: · Olimpia · Nacional · Sol de América · Guaraní · Cerro Porteño · River Plate · Mariscal López · Marte Atlético Asuncion Marte Atlético \| Localisation des clubs engagés dans le championnat. |
| Asuncion: · Olimpia · Nacional · Sol de América · Guaraní · Cerro Porteño · River Plate · Mariscal López · Marte Atlético Asuncion Marte Atlético                                                           |

| Club                | Stade | Capacité | Ville    |
| ------------------- | ----- | -------- | -------- |
| Club Cerro Porteño  | -     | -        | Asuncion |
| Club Guaraní        | -     | -        | Asuncion |
| Mariscal López      | -     | -        | Asuncion |
| Marte Atlético      | -     | -        | Luque    |
| Club Nacional       | -     | -        | Asuncion |
| Club Olimpia        | -     | -        | Asuncion |
| Club River Plate    | -     | -        | Asuncion |
| Club Sol de América | -     | -        | Asuncion |

## Compétition

### Classement
| Rang | Équipe              | Pts | J  | G | N | P | Bp | Bc | Diff |
| ---- | ------------------- | --- | -- | - | - | - | -- | -- | ---- |
| 1    | Club Olimpia        | 23  | 14 | . | . | . | .  | .  | 0    |
| 2    | Club River Plate    | 19  | 14 | . | . | . | .  | .  | 0    |
| 3    | Club Cerro Porteño  | 18  | 14 | . | . | . | .  | .  | 0    |
| 3    | Club Guaraní        | .   | .  | . | . | . | .  | .  | 0    |
| 3    | Club Nacional       | .   | .  | . | . | . | .  | .  | 0    |
| 3    | Mariscal López      | .   | .  | . | . | . | .  | .  | 0    |
| 3    | Marte Atlético      | .   | .  | . | . | . | .  | .  | 0    |
| 8    | Club Sol de América | .   | .  | . | . | . | .  | .  | 0    |

| Légende : Qualifications et relégations | Légende : Qualifications et relégations |
| --------------------------------------- | --------------------------------------- |
|                                         | Champion du Paraguay                    |
|                                         | Relégation en deuxième division         |
|                                         | (T) : Tenant du titre (P) : Promus      |

## Bilan de la saison
| Championnat du Paraguay de football 1917                             |                           |
| Champion                                                             | Club Olimpia (4e titre)   |
| Promotions et relégations                                            |                           |
| Promus en Primera División                                           | Club Libertad Boys Scouts |
| Relégués en Championnat du Paraguay de football de deuxième division |                           |